# 르노 트럭 K
르노 트럭 K(영어: Renault Trucks K)는 프랑스의 르노트럭 사가 생산하는 대형 트럭이다. 2013년부터 생산된 트럭으로 르노 케락스의 후속으로 출시되었다.